# هيلدا (كارولاينا الجنوبية)
هيلدا (بالإنجليزية: Hilda, South Carolina)‏ هي بلدة أمريكية تقع في الولايات المتحدة في مقاطعة بارنويل. يقدر عدد سكانها بـ 447 نسمة ومساحتها 8.1 كم2 و وترتفع عن سطح البحر 77 متر.

## التركيبة السكانية
حدّد مكتب تعداد الولايات المتحدة بيانات التركيبة السكانية لهيلدا في تعداد الولايات المتحدة. في ما يلي، التركيبة السكانية حسب تعدادي 2000 و2010.

### تعداد عام 2000
بلغ عدد سكان هيلدا 436 نسمة بحسب تعداد عام 2000، وبلغ عدد الأسر 179 أسرة وعدد العائلات 116 عائلة مقيمة في البلدة. في حين سجلت الكثافة السكانية 54.2 نسمة لكل كيلومتر مربع (140.4/ميل2). وبلغ عدد الوحدات السكنية 204 وحدة بمتوسط كثافة قدره 25.3 لكل كيلومتر مربع (65.5/ميل2).
وتوزع التركيب العرقي للبلدة بنسبة 91.51% من البيض و6.88% من الأمريكيين الأفارقة و0.46% من الأمريكيين الأصليين و0.69% من الأمريكيين ذوي الأصول الآسيوية و0.46% من عرقين مختلطين أو أكثر.
بلغ عدد الأسر 179 أسرة كانت نسبة 39.7% منها لديها أطفال تحت سن الثامنة عشر تعيش معهم، وبلغت نسبة الأزواج القاطنين مع بعضهم البعض 49.2% من أصل المجموع الكلي للأسر، ونسبة 10.1% من الأسر كان لديها معيلات من الإناث دون وجود شريك،  بينما كانت نسبة 5.6% من الأسر لديها معيلون من الذكور دون وجود شريكة وكانت نسبة 35.2% من غير العائلات. تألفت نسبة 31.3% من أصل جميع الأسر من عدة أفراد يعيشون في نفس المنزل ونسبة 14.5% كانت تتألف من شخص يعيش بمفرده يبلغ من العمر 65 عاماً أو أكثر. وبلغ متوسط حجم الأسرة المعيشية 2.44، أما متوسط حجم العائلات فبلغ 3.09.
بلغ العمر الوسطي للسكان 33.3 عاماً. وكانت نسبة 28.7% من القاطنين تحت سن الثامنة عشر، وكانت نسبة 10.8% بين الثامنة عشر والرابعة والعشرين عاماً، ونسبة 25% كانت واقعةً في الفئة العمرية ما بين الخامسة والعشرين والرابعة والأربعين عاماً، ونسبة 20.9% كانت ما بين الخامسة والأربعين والرابعة والستين، ونسبة 14.7% كانت ضمن فئة الخامسة والستين عاماً فما فوق. يوجد لكل 100 أنثى 96.4 ذكر، ويوجد لكل 100 أنثى في الثامنة عشر من عمرها فما فوق 92.0 ذكر.
بلغ متوسط دخل الأسرة في البلدة 21,771 دولارًا، أما متوسط دخل العائلة فبلغ 30,833 دولارًا. وكان متوسط دخل الذكور 28,125 دولارًا مقابل 20,000 دولارًا للإناث. وسجل دخل الفرد الخاص بالبلدة 11,368 دولارًا. وكانت نسبة 21.1% من العائلات ونسبة 23.8% من السكان تحت خط الفقر، وكان من هؤلاء نسبة 23.1% تحت سن الثامنة عشر ونسبة 30.6% في الخامسة والستين من العمر وما فوق.

### تعداد عام 2010
بلغ عدد سكان هيلدا 447 نسمة بحسب تعداد عام 2010، وبلغ عدد الأسر 185 أسرة وعدد العائلات 118 عائلة مقيمة في البلدة. في حين سجلت الكثافة السكانية 55.5 نسمة لكل كيلومتر مربع (143.7/ميل2). وبلغ عدد الوحدات السكنية 222 وحدة بمتوسط كثافة قدره 27.6 لكل كيلومتر مربع (71.5/ميل2).
وتوزع التركيب العرقي للبلدة بنسبة 87.92% من البيض و10.74% من الأمريكيين الأفارقة و0.45% من الأمريكيين الأصليين و0.89% من عرقين مختلطين أو أكثر و1.57% من الهسبانيون أو اللاتينيون من أي عرق.
بلغ عدد الأسر 185 أسرة كانت نسبة 31.4% منها لديها أطفال تحت سن الثامنة عشر تعيش معهم، وبلغت نسبة الأزواج القاطنين مع بعضهم البعض 45.4% من أصل المجموع الكلي للأسر، ونسبة 12.4% من الأسر كان لديها معيلات من الإناث دون وجود شريك،  بينما كانت نسبة 5.9% من الأسر لديها معيلون من الذكور دون وجود شريكة وكانت نسبة 36.2% من غير العائلات. تألفت نسبة 31.4% من أصل جميع الأسر من عدة أفراد يعيشون في نفس المنزل ونسبة 15.1% كانت تتألف من شخص يعيش بمفرده يبلغ من العمر 65 عاماً أو أكثر. وبلغ متوسط حجم الأسرة المعيشية 2.42، أما متوسط حجم العائلات فبلغ 2.94.
بلغ العمر الوسطي للسكان 39.6 عاماً. وكانت نسبة 24.4% من القاطنين تحت سن الثامنة عشر، وكانت نسبة 7.6% بين الثامنة عشر والرابعة والعشرين عاماً، ونسبة 26% كانت واقعةً في الفئة العمرية ما بين الخامسة والعشرين والرابعة والأربعين عاماً، ونسبة 26.6% كانت ما بين الخامسة والأربعين والرابعة والستين، ونسبة 15.4% كانت ضمن فئة الخامسة والستين عاماً فما فوق. وتوزع التركيب الجنسي للسكان بنسبة 46.3% ذكور و53.7% إناث.